# Parox
Parox es una productora chilena de cine y televisión fundada por Sergio Gándara en 2001. Entre sus producciones se encuentran las destacadas series Los archivos del cardenal, El reemplazante (elegida por votación popular como la mejor serie chilena de la década) y la nominada a los Premios Platino Los mil días de Allende.

## Cine
- Play (2005) Alicia Scherson
- Calle Santa Fe (2007) Carmen Castillo
- Matar a todos (2007) Esteban Schroeder
- Navidad (2009) Sebastián Lelio
- El árbol magnético (2013) Isabel Ayguavives
- Reparo (2022) Lucía van Gelderen

## Televisión

### Series
- Gen Mishima (2008)
- Volver a mí (2010)
- Los Archivos del Cardenal (2011-2014)
- El reemplazante (2012-2014)
- El hombre de tu vida (2013)
- Papá mono (2017)
- Bichos raros (2018)
- Héroes Invisibles (2019)
- En Terapia (2019)
- Gemelas (2019-2020)
- Los Prisioneros (2022)
- Los mil días de Allende (2023)
- Vencer o morir (2024)

### Programas
- Exijo una explicación (TVN)
- Para gozar (Canal 13 Cable)
- 4to Medio (TVN)
- Canción Nacional (Canal 13 Cable)

## Premios
Festival de Cannes
| Año  | Título         | Categoría               | Resultado |
| ---- | -------------- | ----------------------- | --------- |
| 2007 | Calle Santa Fe | Un Certain Regard Award | Candidato |
| 2007 | Calle Santa Fe | Golden Camera           | Candidato |
| 2009 | Navidad        | C.I.C.A.E. Award        | Candidato |

Premios Platino
| Año  | Título                  | Categoría                                  | Resultado |
| ---- | ----------------------- | ------------------------------------------ | --------- |
| 2024 | Los mil días de Allende | Mejor miniserie o teleserie iberoamericana | Candidato |

Premios Ariel
| Año  | Título | Categoría                     | Resultado |
| ---- | ------ | ----------------------------- | --------- |
| 2006 | Play   | Mejor película iberoamericana | Candidato |

Produ Awards
| Año  | Título                  | Categoría                                | Resultado |
| ---- | ----------------------- | ---------------------------------------- | --------- |
| 2024 | Los mil días de Allende | Mejor Serie Histórica, Política y Social | Candidato |

Premios Aura
| Año  | Título         | Categoría                 | Resultado |
| ---- | -------------- | ------------------------- | --------- |
| 2025 | Vencer o morir | Mejor Inicio de temporada | Ganador   |

Premio Pedro Sienna
| Año  | Título         | Categoría                     | Resultado |
| ---- | -------------- | ----------------------------- | --------- |
| 2006 | Play           | Mejor largometraje de ficción | Ganador   |
| 2008 | Calle Santa Fe | Mejor documental              | Ganador   |
| 2010 | Navidad        | Mejor largometraje de ficción | Candidato |

Otros premios
| Evento                                         | Año  | Categoría         | Título             | Resultado |
| ---------------------------------------------- | ---- | ----------------- | ------------------ | --------- |
| Festival Internacional de Cine de Palm Springs | 2014 | Cine Latino Award | El árbol magnético | Candidato |
| Prix Europa                                    | 2019 | TV Fiction Series | Héroes Invisibles  | Ganador   |